# Bowers & Wilkins
Bowers & Wilkins, o B&W, es una empresa británica que produce sistemas de audio de lujo, sobre todo altavoces. Fue fundada en 1966 por John Bowers en Worthing, West Sussex, Inglaterra. Actualmente, aunque todavía tiene su sede en Worthing, es parte de B&W Group Ltd., que también incluye acuerdos de distribución con el fabricante de equipos de audio Rotel. Es propiedad de una empresa llamada Eva Automation.
B&W ofrecía anteriormente una gama de productos electrónicos, como amplificadores, bajo la marca Aura, pero se suspendió en 1997. Otras marcas secundarias fueron 'John Bowers' para el altavoz y preamplificador Active One y 'Rock Solid' para una gama de altavoces orientados a distintos usos. La marca B&W 'Blue Room' para los altavoces 'Pod' desapareció, siendo producidos y vendidos actualmente por la firma Scandyna. De 1988 a 1996, B&W dirigió su propio sello discográfico. El Grupo B&W vendió su participación en la electrónica de alta fidelidad Classé a Sound United LLC en enero de 2018.

## Tecnología, investigación y desarrollo

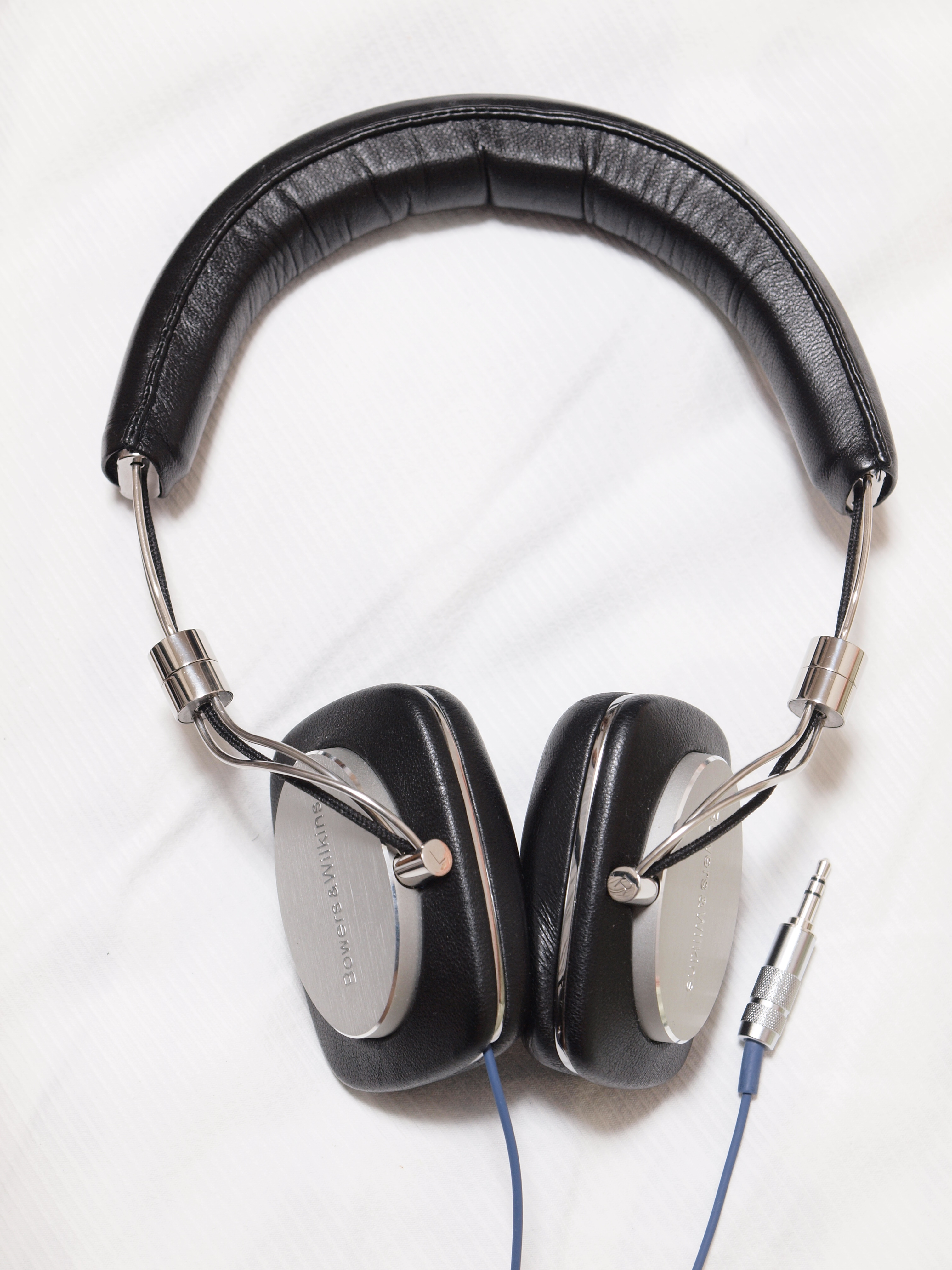
Auriculares B&W P5

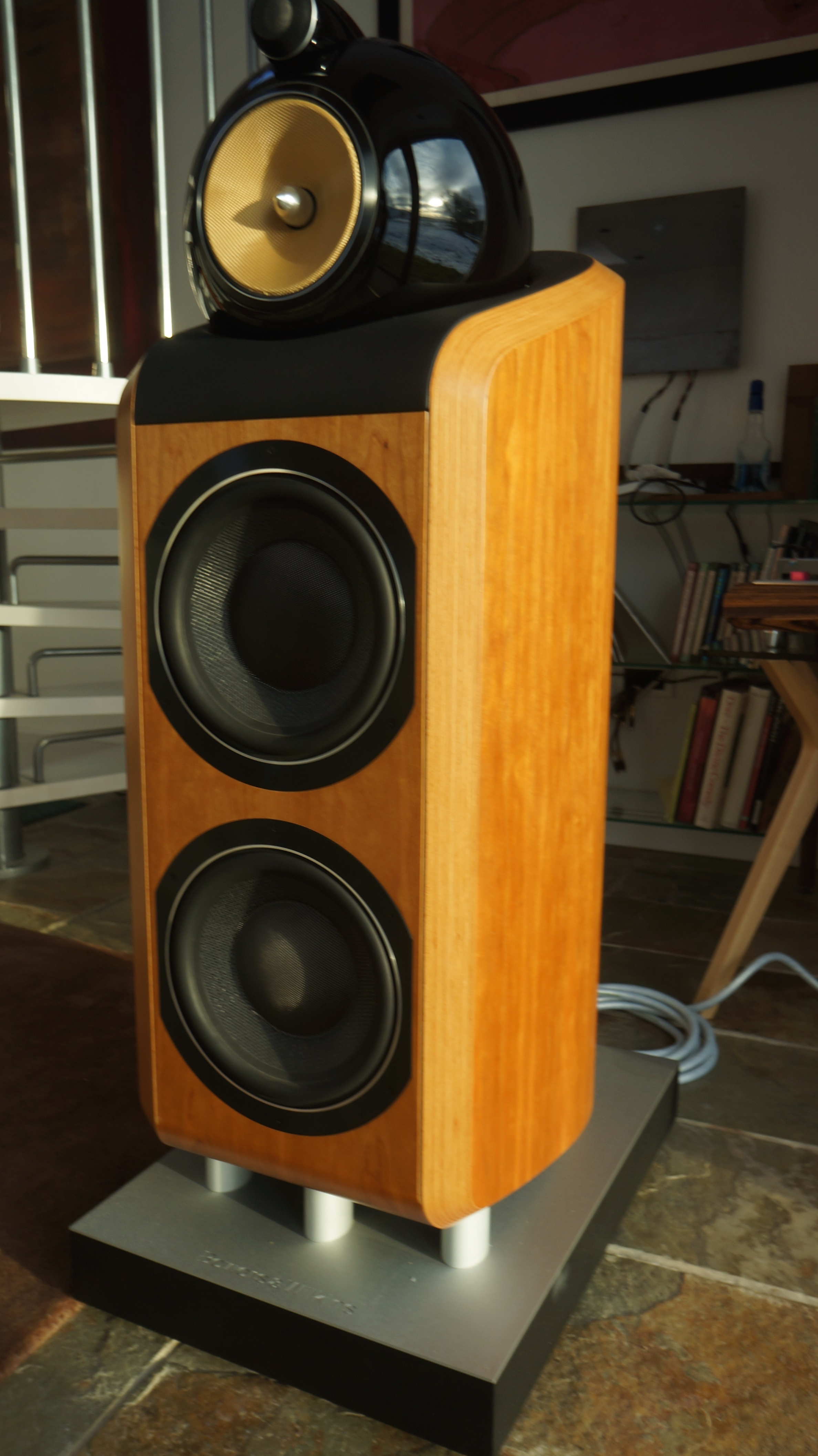
Altavoces B&W 800 Diamonds

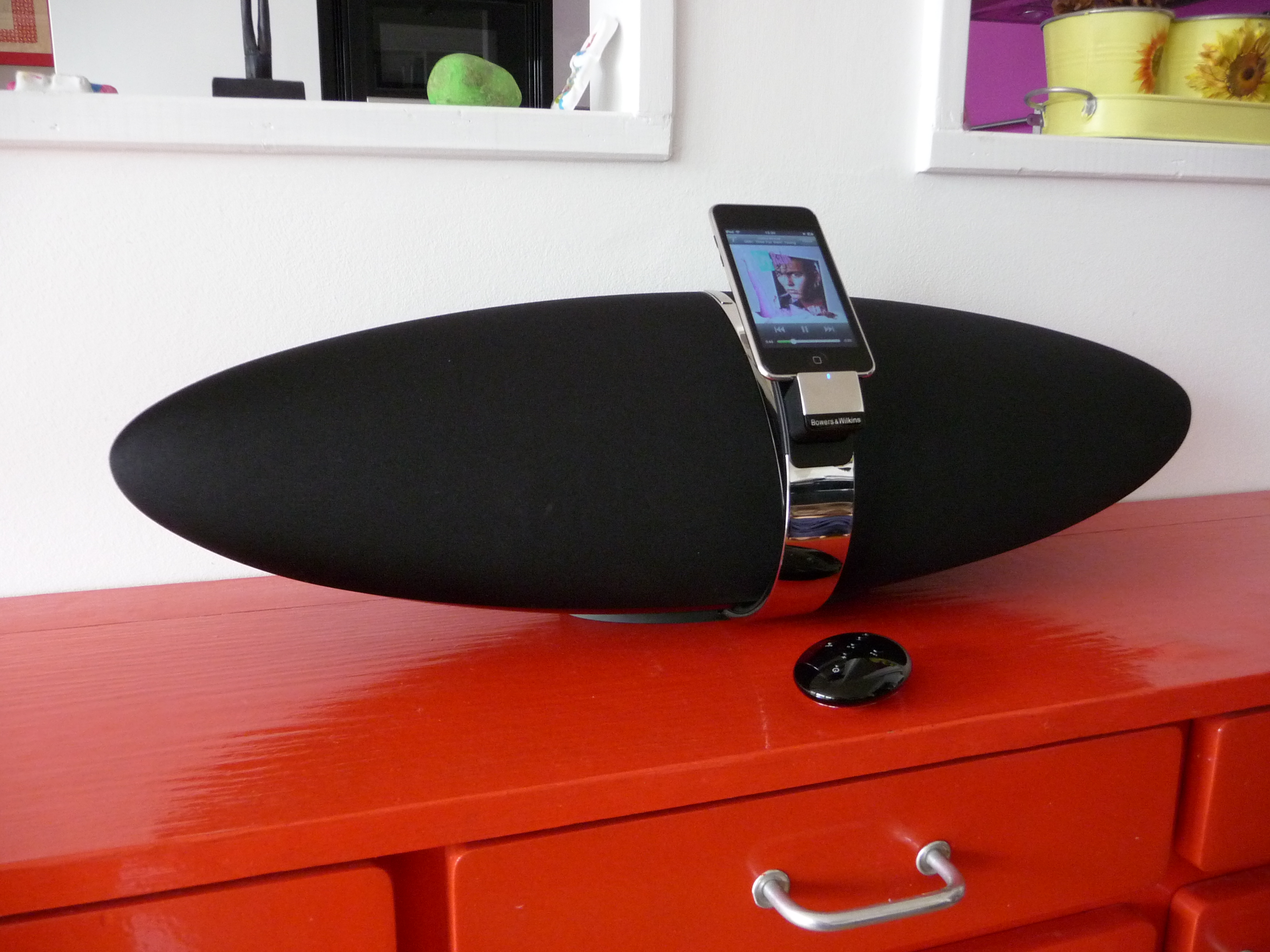
Sistema de altavoces portátil "Zeppelin"

La investigación y el desarrollo ha sido una actividad central dentro de B&W, estimulada y ejercida por su fundador John Bowers (1922-1987). Desde el inicio de la empresa, las ganancias se invirtieron en el desarrollo de nuevos productos.
En 1982, la compañía abrió un centro de investigación especialmente diseñado llamado 'SRE' o 'Steyning Research Establishment' en Steyning, a unas 10 millas de Worthing. Los edificios eran aptos para trabajos relacionados con el audio, ya que fueron utilizados anteriormente por SME, el diseñador de tocadiscos inglés que vio reducida su actividad debido a la introducción de los primeros de medios de audio digital como el CD. Este centro de investigación albergaba una tienda prototipo y salas de escucha semianecoicas. También estaba disponible equipo avanzado, como un interferómetro láser y un ordenador PDP-11 /35.

Desde 1975, el diseñador industrial Kenneth Grange ideó las cajas de los altavoces de B&W, sucedido por Morten Villiers Warren, convertido en director de diseño a finales de la década de 1990, cuando diseñó la nueva serie 800 de altavoces.
Entre las innovaciones destacables introducidas en los altavoces de B&W, se pueden citar:
- El uso patentado de fibras de Kevlar, impregnadas con una resina endurecedora, dio como resultado los conos de altavoz amarillos distintivos de B&W a partir de 1974. Este material compuesto demostró proporcionar rigidez controlada y amortiguación interna, minimizando la distorsión, como lo determinó Fryer mediante el uso de interferometría láser en los conos de los altavoces.
- Desde 1976, se incorporó la transmisión lineal de fase en el mldelo DM6, con los altavoces montados en diferentes planos verticales.
- En 1977, el DM7 introdujo un altavoz de agudos separado del altavoz principal. Esta ha sido una característica de muchos diseños de altavoces de B&W desde entonces.
- Dickie inventó la caja 'Matrix' que reduce la coloración del sonido. Esta topología de arriostramiento se asemeja a una vitrina, proporcionando múltiples refuerzos de panel delgados, espaciados por todo el gabinete, mejorando la rigidez. Inspirado en el SL6000 de Celestion, fabricado con las paredes de la caja "Aerolam", la respuesta de Dickie fue usar el mismo concepto pero rellenando todo el gabinete en lugar de solo las paredes.
- El altavoz 'Nautilus' resultó de una investigación iniciada por Bowers sobre los "dipolos perfectos". Antes de que Bowers muriera, entregó esta investigación al joven Dickie, quien descubrió el principio del tubo cónico exponencial. El proyecto Nautilus fue uno de los proyectos de investigación y desarrollo más amplios emprendidos por la empresa. En lugar de controladores de respaldo abierto, utiliza controladores cargados por bocinas ahusadas hacia atrás, o tubos que disminuyen exponencialmente, para absorber la radiación posterior. La construcción se basa en cerramientos de plásticos reforzados con fibras. El resultado de la forma distintiva del altavoz fue una respuesta casi perfecta y una coloración producida por la carcasa casi nula.
- El 'Flowport' es una mejora que reduce la fricción en el aire que se mueve a través del sistema de bajos reflejados. Esto se logra cubriendo la superficie del respiradero con hoyuelos, como una bola de golf.
- El altavoz de agudos de diamante se desarrolló para crear la relación óptima entre la masa de la cúpula y la rigidez del material, que adquiere su forma mediante la deposición química de vapor.

## Historia

### Primeros años
Bowers & Wilkins comenzó como una tienda de radio y electrónica en Worthing, fundada después de la Segunda Guerra Mundial por Bowers y Roy Wilkins, quienes se conocieron mientras servían en el Royal Corps of Signals durante la guerra. La tienda se expandió para incluir la venta minorista de televisores, un negocio de alquiler y un departamento de servicios dirigido por Peter Hayward. Cuando el taller comenzó a suministrar equipos de megafonía a escuelas e iglesias en Sussex, Bowers se involucró cada vez más en el diseño y montaje de altavoces, y finalmente estableció una pequeña línea de producción en los talleres situados detrás de la tienda.

### Años 1960
En 1966, Bowers inició un negocio separado: B&W Loudspeakers Ltd. y ya no estaba involucrado en la tienda. La primera línea de producción se estableció en los talleres del patio trasero de la tienda, que todavía existe hoy en día, y donde se pueden ver los restos de la línea de producción original. La tienda ahora es propiedad y está administrada por el hijo de Roy, Paul Wilkins, quien junto con Chris Hugill solía dirigir la división de distribución de B&W en el Reino Unido. También actuaron como distribuidores en el Reino Unido de la gama de productos electrónicos Aura antes mencionada, y Nakamichi, considerado como el principal fabricante mundial de reproductores de casetes compactos y componentes electrónicos asociados.
El 1967 se lanzó el P1, el primer altavoz comercial de B&W. El gabinete y el filtro eran de B&W, pero los controladores provenían de EMI y Celestion. Las ganancias del P1 permitieron a Bowers comprar un oscilador radiómetro y un registrador gráfico, lo que le permitió obtener certificados de calibración para cada altavoz vendido.
En 1968, Audioscript en los Países Bajos se convirtió en el primer distribuidor internacional de la firma. Se introdujeron el DM1 (monitor doméstico) y el DM3. Dennis Ward (exdirector técnico de EMI ) se convirtió en miembro de la junta en 1969.

### Años 1970
En 1970, los altavoces P2 equipados con el sistema de agudos ionovac serían producidos bajo licencia para Sony en Worthing, con el fin de ser distribuidos en Japón.
Bowers decidió desarrollar un altavoz construido totalmente por la marca. El DM70 de 1970 combinó el rango medio y alto electrostático con una unidad de bajos tradicional. La forma distintiva del altavoz ganó un premio de diseño industrial británico, y las buenas críticas de prensa hicieron que las exportaciones comenzaran a subir.
En 1972 se abrió una nueva planta de producción en Meadow Road, Worthing. Con cámaras anecoicas y un extenso equipo de medición de Bruel & Kjaer, el equipo de investigación se centró en la linealidad de fase y la construcción del cono de altavoz utilizando interferometría láser.
1972 también vio la introducción del DM2, un sistema de tres unidades, que comprende un altavoz trasero de graves/medios de 8 pulgadas cargado con una línea acústica, un tweeter Celestion HF1300 y un súper tweeter.
B&W recibió el Queen's Award for Export en 1973 y construyó monitores de estudio de programas para la BBC.
En 1974, Grange fue nombrado diseñador industrial.
El altavoz DM6 de 1976 introdujo los conos de Kevlar y el filtro lineal de fase y el diseño de la carcasa. Se abrió la instalación de investigación Steyning y se adquirió una computadora PDP11/35.
El 1977 DM7 mostró un tweeter separado del gabinete principal y un radiador pasivo.
Después de multiplicar por diez la exportación desde 1973, en 1978 se otorgó a B&W el segundo Queen's Award for Export.
El altavoz 801 se introdujo en 1979.

### Años 1980
Las investigaciones sobre amplificadores y filtros activos conducen al altavoz Active One, con el nombre de John Bowers en 1984.
La gama de altavoces 800 se mejoró en versiones de matriz con una construcción de caja muy rígida en 1987.
En diciembre de 1987 murió Bowers. En el mismo año, John Dibb se unió a la empresa, y más tarde se convirtió en responsable de muchos diseños de altavoces, en particular varios modelos exclusivos.
El altavoz CM1 'Concept 90' de 1987 fue el primer altavoz B&W con una caja de matriz de plástico.

### Años 1990
El altavoz Silver Signature se lanzó para conmemorar el 25 aniversario de la empresa.
El aumento de la demanda propició la apertura de un centro de producción adicional en Silverdale, Worthing, West Sussex en 1992.
El altavoz 'Nautilus' de 1993 sigue siendo el producto estrella de la empresa. En 1998, la tecnología Nautilus se introdujo en la serie Nautilus 800, algo más asequible.

### Años 2000
En 2002, B&W trasladó su producción, almacenes y oficina central en Worthing a unas nuevas instalaciones de 7 millones de libras en Dale Road, Worthing. Se construyó una segunda planta en Bradford.
B&W se hizo cargo de su propia fábrica de producción de gabinetes Agerbæk, Dinamarca, en 2003. En el mismo año, la ubicación de Bradford se dejó por las nuevas instalaciones en Cleckheaton, West Yorkshire. En 2005, Bowers & Wilkins reemplazó su gama N800 de gama alta por la nueva gama 800D. El cambio más publicitado fue la introducción de tweeters de cúpula de diamante en algunos modelos. 2005 también vio a B&W recibir el Premio de la Reina a la Innovación para los controladores de tubo en los 800. El premio EISA al componente europeo de audio de gama alta del año se otorgó al modelo 603. El PV1 recibe el premio European Home Theater Subwoofer del año 2005–2006. La serie XT introdujo el aluminio como material de la caja del altavoz.
En 2007 se introdujo el sistema de altavoces para iPod 'Zeppelin'.
En 2008, se introdujo el "Sistema de audio Jaguar XF", una configuración de audio para el automóvil con 14 altavoces y un amplificador DSP clase AB de 440 vatios.
El último proyecto de Bowers & Wilkins es Society of Sound. Lanzada en junio de 2007, es una comunidad en línea centrada en problemas y debates relacionados con el sonido de alta calidad. Posee varios "miembros" famosos, que contribuyen con material, como Peter Gabriel, el compositor de cine James Howard, el músico Dave Stewart, la cantante de jazz Cassandra Wilson y el diseñador industrial Kenneth Grange.
En mayo de 2008, Bowers and Wilkins fundaron el Bowers & Wilkins Music Club, ahora conocido simplemente como Society of Sound, que devolvió a la compañía al negocio de la música. The Society of Sound es un sitio minorista de música basado en suscripción. Actualmente, los álbumes están disponibles en formato Apple Lossless o FLAC. El sitio es una asociación con Real World Studios de Peter Gabriel, y los artistas que se presentados han sido Little Axe, Cara Dillon, Gwyneth Herbert y Portico Quartet. El exlíder de Suede, Brett Anderson, lanzó su álbum en solitario Wilderness a través de Society of Sound antes de estar disponible para su venta en las tiendas.

### Años 2010
En octubre de 2017, Bowers & Wilkins se convirtió en el socio oficial de audífonos y altavoces de Abbey Road Studios. En 2019 se lanzó el equipo denominado Formation Suite, que consta de Duo, Wedge, Bar, Bass, Audio y Flex.

### Años 2020
En octubre de 2020, Sound United LLC (la actual empresa matriz de Denon, Polk Audio, Marantz, Definitive Technology, Classé y Boston Acoustics) adquirió Bowers & Wilkins.
En septiembre de 2022, Masimo adquirió Sound United LLC.

## Ubicación
La sede de Bowers & Wilkins se encuentra en Worthing, West Sussex.